# HC Benátky nad Jizerou
Der Hockey Club Benátky nad Jizerou ist ein tschechischer Eishockeyclub aus Benátky nad Jizerou, der seit 2022 erneut in der drittklassigen 2. česká hokejová liga spielt.

## Geschichte

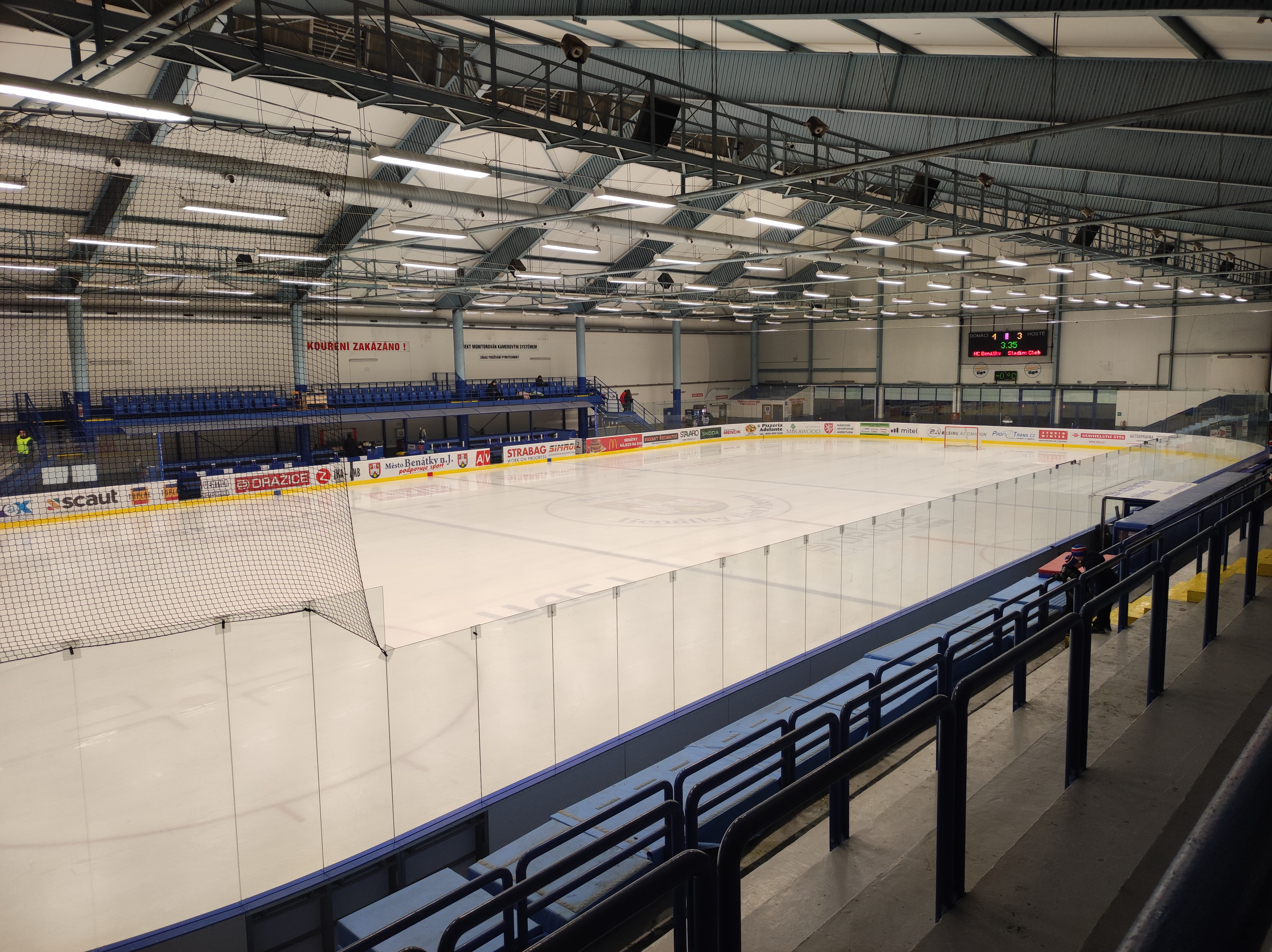
Der Innenraum der Eishalle

1934 gründete eine Gruppe von Eishockey-Enthusiasten eine eigene Abteilung innerhalb von Sokol Benátky nad Jizerou. Spielstätten waren verschiedene Teiche sowie die zugefrorene Jizera. Ab 1935 wurde im Winter der Sportplatz von Sokol zu einer Natureisfläche hergerichtet, damals noch ohne Begrenzungen und Beleuchtung. 1938 wurde eine Baracke als Umkleide erbaut sowie die ersten Begrenzungen der Eisfläche errichtet. 1938 teilte sich Sokol in zwei separate Vereine – SK und AFK, die 1948 zu Spartak Benátky nad Jizerou fusionierten. Damals besuchten bis zu 500 Zuschauer die Spiele von Spartak, obwohl der Club ausschließlich Freundschaftsspiele gegen Mannschaften wie Dynamo Prag, Chomutov, SONP Kladno austrug.
1964 wurde die Eisfläche des Clubs erstmals im Freiluft-Stadion eingerichtet, wobei erstmals Banden errichtet wurde und unter Flutlicht gespielt werden konnte. Gespielt wurde jedoch weiterhin auf Natureis. In der Saison 1969/70 stieg das Team in die regionale Meisterschaft auf. Im Zuge dessen kamen einige Spieler aus Mladá Boleslav hinzu, die das Spielniveau maßgeblich erhöhten. In den folgenden Jahren spielt Spartak in der viertklassigen Divize oder der regionalen Meisterschaft (krajský přebor, fünfte Spielklasse). Erst in der Saison 1985/86 gelang dem Club nach der Meisterschaft in der Kreisliga der Aufstieg – nach Aufstiegsspielen gegen Strakonice und Havlíčkův Brod – in die drittklassige 2. česká národní hokejová liga (2. ČNHL). In dieser Liga verblieb der Club bis 1993, als er zu den Gründungsmitgliedern der dritten tschechischen Spielklasse, der 2. česká hokejová liga, gehörte. Bis 2001 belegte der Club meist hintere Plätze in diesem Wettbewerb.
Im Oktober 1998 wurde die neue Eishalle des Ortes offiziell eingeweiht. Verbunden mit den verbesserten Spiel- und Trainingsbedingungen setzte ab 2001 ein sportlicher Aufschwung ein, der das Team 2003 erstmals in die Finalrunde der 2. česká hokejová liga führte. 2003 scheiterte das Team als drittplatzierte Mannschaft der Liga-Relegation am Aufstieg in die zweite Spielklasse. 2008 erreichte der Club die Meisterschaft seiner Staffel und qualifizierte sich damit für die Relegation zur 1. Liga, in der sich der Club gemeinsam mit dem HC Chrudim den Aufstieg in die zweite Spielklasse sicherte. In diesem Wettbewerb belegte der Club in den folgenden meist mittlere oder hinter Plätze, sodass er nur viermal das Playoff-Viertelfinale erreichte. 2022 folgte mit dem 15. Tabellenplatz der Abstieg in die 2. česká hokejová liga.

## Erfolge
- Staffelsieger der 2. česká hokejová liga 2008
- Aufstieg in die 1. Liga 2008

## Bekannte ehemalige Spieler
- Radim Šimek
- Radek Hrabák
- Petr Kváča
- Mário Bližňák
- Tuomas Tarkki
- Václav Pletka
- Martin Nikolow
- Maksim Eftimow
- Radoswet Petrow
- Aleksandar Wassilew
- Milan Kostourek
- Tomáš Fučík
- Václav Kočí
- Josef Kořenář
- Vítek Vaněček